# Obedjiwan
Obedjiwan är ett reservat i Kanada som befolkas av atikamekw, och en tätort (centre de population). Det ligger i regionen Mauricie och provinsen Québec, i den sydöstra delen av landet, 400 km norr om huvudstaden Ottawa.